# Lijst van musea in Ierland
Dit is een lijst van musea in Ierland.

## Lijst van musea
- Chester Beatty Library, Dublin
- Cobh Heritage Centre, Cobh
- Crawford Municipal Art Gallery, Cork
- Dublin Writers Museum
- Foynes Flying Boat & Maritime Museum
- Hugh Lane Municipal Gallery, Dublin
- Hunt Museum, Limerick
- Irish Museum of Modern Art (IMMO) in Dublin
- James Joyce Centre, Dublin
- Lewis Glucksman Gallery, Cork
- National Gallery of Ireland, Dublin
- National Irish Visual Art Library, in het National College of Art and Design, Dublin
- National Library of Ireland, Dublin
- National Maritime Museum of Ireland, Dún Laoghaire
- National Museum of Ireland, Dublin & Castlebar
- National Print Museum of Ireland, Dublin
- National Transport Museum of Ireland, Dublin
- National Wax Museum, Dublin
- Pearse Museum, Rathfarnham, Dublin
- State Heraldic Museum, Dublin